# Анна Мекленбурзька (1485—1525)
Анна Мекленбурзька (нім. Anna von Mecklenburg, 14 вересня 1485 — 12 травня 1525) — мекленбурзька принцеса з Мекленбурзького дому, донька герцога Мекленбургу Магнуса II та померанської принцеси Софії, дружина ландграфа Верхнього та Нижнього Гессену Вільгельма II, а після його смерті — графа Отто Зольмс-Лаубаського.

## Біографія

### Ранні роки та перший шлюб
Народилась 14 вересня 1485 року у Плау-ам-Зее. Була п'ятою дитиною та третьою донькою в родині герцога Мекленбургу Магнуса II та його дружини Софії Померанської. Мала старших братів Генріха й Еріка та сестер Доротею й Софію. Згодом сімейство поповнилося сином Альбрехтом і донькою Катаріною.
У 15-річному віці була видана заміж за 31-річного удового ландграфа Верхнього та Нижнього Гессену Вільгельма II. Весілля відбулося 20 жовтня 1500 року в Касселі. Наречений втратив першу дружину за п'ять місяців до цього. Анну змальовували як дуже вродливу й охайну, з чоловічим характером і дуже амбітну. У подружжя народилося троє дітей.
У 1504 році Вільгельм заразився сифілісом і у 1506 році передав управління державою регентській раді. У своєму заповіті від того року він призначав опіку над малолітніми дітьми раді з п'яти осіб. В останні роки залежав від підтримки дружини, яка набула сильного впливу на нього, та зберіг із нею довірливі відносини, незважаючи на погані умови свого утримання через хворобу. У наступному заповіті від 29 січня 1508 року ландграф відмінив опікунство та регентство радників, натомість призначивши верховним опікуном Анну, надавши їй на допомогу чотирьох осіб. Це викликало сильний супротив дворянства та станів ще за його життя. Частина лицарства відкрито висловлювалася, що скоріше «загрузне в крові по самі шпори», аніж прийме управлення ландграфині.

### Боротьба зі станами та регентство
11 липня 1509 року Вільгельма II не стало. Його другий заповіт було проігноровано. Суперечку з гессенськими станами, яких підтримали саксонські герцоги, Анна програла — ті обрали регентську раду на чолі з Людвігом I Бойнебурзьким. Людвіг оселився у ландграфському палаці в Касселі та правив майже одноосібно, залишивши при собі малолітнього Філіпа. Ландграфиня із донькою були вислані до Гіссену, а від 1511 року мешкали у замку Фельсбург. Анна продовжувала претендувати на регентство і неодноразово зверталася по допомогу до імператора Максиміліана I.
Фінансово залежала від Ради і не отримували достатньо коштів. Про це свідчить випадок 1512 року, коли планувався візит Анни із донькою до Дрездену з приводу весілля її сестри Катерини з саксонським принцом Генріхом, де ландграфиня, ймовірно, збиралася представити доньку саксонському двору, оскільки та була заручена зі старшим сином Георга Бородатого. Анна запросила у Ради дамаст для пристойної сукні, однак отримала відмову. Планований візит не відбувся через «пошарпаний одяг».
У серпні 1513 року Людвіг Бойнебург посварився з частиною ради, яка звинуватила його у захопленні влади. Кілька найвпливовіших дворян перейшли на бік ландграфині. Після відкритих заворушень у кількох містах та Фельсберзького ландтага Бойнебург у січні 1514 року вийшов у відставку та залишив Кассель. Наприкінці квітня 1514 року Анна була викликана до Гомбергу на засідання ландтагу, де була визнана регенткою, однак була змушена проголосити значні поступки станам. Подальше небажання ландграфині їх виконувати призвело до зростаючого невдоволення міст і дворянства. Анна призначила ландгофмайстром Конрада II фон Валленштейна, Ебергарда фон Гойзенштамма — гофмайстром і Філіпа фон Мейзенбуга — гофмаршалом. Віддана католичка, вона все життя виступала проти Реформації та намагалася тримати сина у «старій вірі». Була особливо близькою з францисканцями.
Імператор Максиміліан проголосив Філіпа повнолітнім у березні 1518 року, але дозволив залучати матір до справ і надалі. Розбіжності зі станами врегулювати не вдалося, і наступного року Анна виїхала до своїх удовиних володінь у Шпанґенберг. Тоді ж висловила бажання взяти другий шлюб, проти чого палко виступив її син. Врегулювати ситуацію вдалося доньці Єлизаветі, яка до того часу сама вже була одруженою із саксонським принцом.

### Другий шлюб
Перед своїм 34-річчям Анна взяла другий шлюб із 23-річним графом Отто Зольмс-Лаубаським, другим сином графа Філіпа Зольмс-Ліхського. Весілля відбулося 7 вересня 1719, ймовірно, у Шпанґенберзі. У подружжя народилося троє дітей. Отто помер молодим, залишивши дружину вагітною їхньою третьою дитиною. Ланграф Філіп того ж року передав матері в управління маєтки Кронбергу на Таунусі, які були поміщені під секвестр. Анна надалі мешкала у Рьодельгаймі, опікуючись дітьми від другого шлюбу.
Померла у Рьодельгаймі 12 травня 1525 року. Була похована у Марієнкірхе в Лісі. За іншими даними, знайшла останній спочинок у Єлизаветенкірхе у Марбурзі.

## Родина
Чоловік — Вільгельм II, ландграф Верхнього та Нижнього Гессену
Діти:
- Єлизавета (1502—1557) — дружина саксонського принца Йоганна, дітей не мала;
- Магдалена (1503—1504) — прожила 1 рік;
- Філіп (1504—1567) — ландграф Гессену у 1509—1567 роках, бів двічі одруженим, мав дев'ятнадцятеро дітей від обох шлюбів.

Чоловік — Отто Зольмс-Лаубаський
Діти:
- Марія (1520—1522) — прожила 2 роки;
- Фрідріх Магнус (1521—1561) — граф Зольмс-Лаубаху у 1548—1561 роках, був одружений з Агнесою цу Від, мав шестеро дітей;
- Анна (1522—1594) — дружина графа Гогенлое-Нойнштайнського Людвіга Казимира, мала дев'ятеро дітей.